# Cmentarz Wschodni w Monachium
Cmentarz Wschodni w Monachium (niem. Ostfriedhof) – cmentarz w Monachium.
Powstał pierwotnie w 1821, zintegrowany w latach od 1899 do 1907 według planów Hansa Grässela. Jest położony w części miasta Obergiesing. W 1929 otwarto przy cmentarzu krematorium, w którym zostały spopielone ciała 10 niemieckich zbrodniarzy nazistowskich, skazanych 1 października 1946 przez Międzynarodowy Trybunał Wojskowy w Norymberdze na karę śmierci przez powieszenie.